# 哥倫布 (密蘇里州)
哥倫布（英語：Columbus）是位於美國密蘇里州約翰遜縣的非建制地區。

## 歷史
哥倫布的郵局於1837年設立，1839年關閉後又於1849年重啟，最終於1920年停運。

## 地理
哥倫布所處的海拔為高於海平面256米（即840英呎），而該地所採用的時區為UTC-6，即北美中部時區（CST）。同時該地設有夏令時間，為UTC-6調快一小時，即UTC-5（CDT）。